# Crassula sladenii
Crassula sladenii är en fetbladsväxtart som beskrevs av Schönl.. Crassula sladenii ingår i släktet krassulor, och familjen fetbladsväxter. Inga underarter finns listade i Catalogue of Life.